# رون ميلز
رون ميلز (بالإنجليزية: Ron Mills)‏ هو لاعب كرة قدم أسترالية أسترالي، ولد في 9 مارس 1938، وتوفي في 23 أغسطس 2015.

## وصلات خارجية
- رون ميلز على موقع AustralianFootball.com (الإنجليزية)
- رون ميلز على موقع AFLtables.com (الإنجليزية)